# 陳三綱
陳三綱（？—？），字振道，浙江寧波府鄞縣民籍，杭州府錢塘縣人，明朝政治人物。

## 生平
嘉靖三十四年（1555年）乙卯科浙江鄉試第五十七名舉人。嘉靖四十一年（1562年）中式壬戌科會試第二百七十三名，三甲第五十九名進士。授休宁县知县。

## 家族
曾祖陳嗣先；祖父陳廷言；父陳琪。嫡母龔氏；生母程氏。慈侍下。兄一經（典史）、二绶。弟四维、五缄、六紀。